# Myriactis rupestris
Myriactis rupestris là một loài thực vật có hoa trong họ Cúc. Loài này được J.Kost. mô tả khoa học đầu tiên năm 1980.